# Pseudapanteles sesiae
Pseudapanteles sesiae är en stekelart som först beskrevs av Henry Lorenz Viereck 1912.  Pseudapanteles sesiae ingår i släktet Pseudapanteles och familjen bracksteklar. Inga underarter finns listade i Catalogue of Life.